# Ioulia Samoïlova (comtesse)
Pour les articles homonymes, voir Samoïlov.

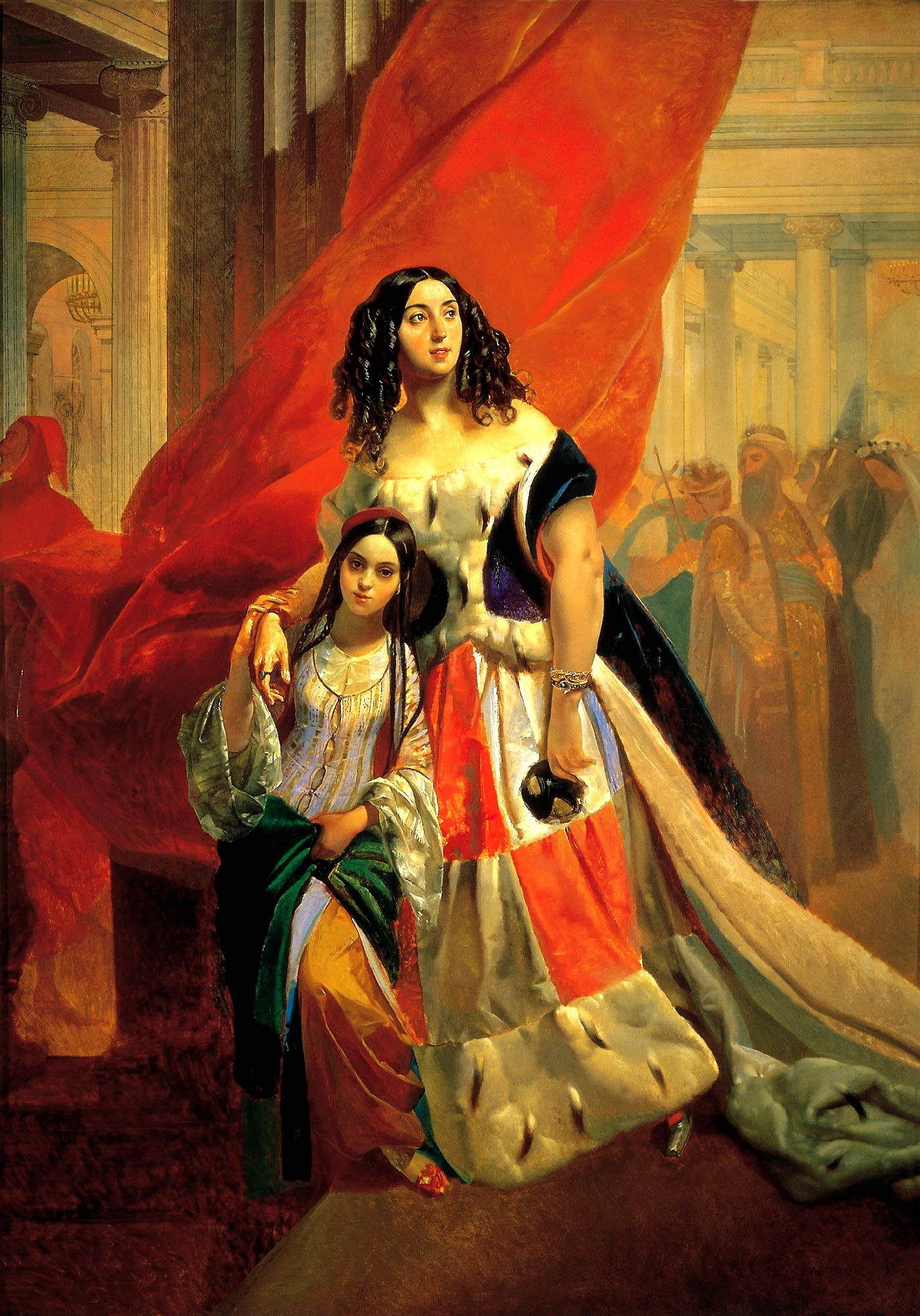
La comtesse Ioulia Samoïlova avec sa fille adoptive Amazilia Paccini par Karl Brioullov.

La comtesse Ioulia Pavlovna Samoïlova (russe : Юлия Павловна Самойлова), née Ioulia von der Pahlen le 14 mars 1803 à Saint-Pétersbourg et morte le 26 mars 1875 à Paris, est la petite-fille du comte Martin Skavronski et la dernière héritière de la famille Skavronski.

## Biographie
Ses parents sont Pavel von der Pahlen et Maria Skavronskaïa. Elle grandit dans la maison du comte Iouli Litta en raison de la mort prématurée de sa mère. Samoïlova possède le manoir Grafskaïa Slavianka (maintenant Antropchino), près de Tsarskoïe Selo et plusieurs chefs-d'œuvre. Le 25 janvier 1825, elle épouse le comte Nikolaï Samoïlov, mais divorce plus tard de lui ainsi que de plusieurs autres personnes. Samoïlova est très proche de Karl Brioullov, dont Le Dernier Jour de Pompéi, entre autres, représente les figures idéalisées de lui-même et Samoïlova. En 1840 Samoïlova vend Grafskaïa Slavianka et part de Russie pour l'Italie. Elle est enterrée au cimetière du Père-Lachaise (19e division) à Paris.